# Culemborg
Culemborg é um município dos Países Baixos, situado na província da Guéldria. Tem 31,14 km² de área e sua população em 2020 foi estimada em 29.020 habitantes.